# 达拉孙
达拉孙（羅馬化：Darasun），旧称哈拉曼古特（Харамангут）、乌利祖图耶沃（Ульзутуево），是俄罗斯外贝加尔边疆区的市级镇，属卡雷姆斯科耶区，位于音果达河畔，在区行政中心卡雷姆斯科耶西、边疆区首府赤塔东南方。
该地2021年人口有6,488人；2010年人口7,325；2002年人口8,106；1989年人口9,635。